# Ganja Burn
Singles de Nicki Minaj
Fefe
(2018) Barbie Dreams
(2018)
Ganja Burn (anciennement intitulée Ganja Burns) est une chanson de la chanteuse et rappeuse américaine d'origine trinidadienne Nicki Minaj. Il s'agit du titre d'ouverture du 4e album studio de Minaj Queen, sorti le 10 août 2018. Ganja Burn est une chanson de reggae fusion, mêlant pop et hip-hop à un rythme tropical.

## Clip vidéo
Bien que Ganja Burn ne soit pas un single, une vidéo sort 13 août 2018 pour promouvoir la chanson. Celle-ci est réalisée par le duo de photographes Mert and Marcus, qui avaient auparavant réalisé le clip de Regret In Your Tears en 2017.
La vidéo, fortement inspirée de la mythologie égyptienne, et de Cléopâtre, montre Minaj couverte de bijoux dans un milieu désertique,. La pochette de l'album Queen est une photographie tirée de la vidéo.

## Crédits
Crédits adaptés de Spotify.
- Nicki Minaj : interprète, compositrice
- Jeremy Reid : compositeur, producteur
- Jarius Mozee : compositeur

## Classements hebdomadaires
| Classement (2018)              | Meilleure position |
| ------------------------------ | ------------------ |
| Canada (Hot 100)               | 47                 |
| Écosse (OCC)                   | 67                 |
| États-Unis (Hot 100)           | 60                 |
| États-Unis (R&B/Hip-Hop Songs) | 27                 |
| Nouvelle-Zélande (RMNZ)        | 13                 |